# Patrik Haglund
Sims Emil Patrik Haglund (ur. 27 maja 1870 w Norrköping, zm. 8 grudnia 1937 w Sztokholmie) – szwedzki chirurg i ortopeda.
W 1888 roku rozpoczął studia na Uniwersytecie w Uppsali. W 1899 roku zdobył licencjat, a w 1903 został doktorem medycyny. 
Był profesorem w Instytucie Karolinska w Sztokholmie. Odkrył chorobę należącą do jałowych martwic kości, która jest znana jako choroba Haglunda.